# Nyctimystes foricula
Espèce
Synonymes
- Litoria foricula (Tyler, 1963)

Statut de conservation UICN

 LC  : Préoccupation mineure
Nyctimystes foricula est une espèce d'amphibiens de la famille des Pelodryadidae.

## Répartition
Cette espèce est endémique de Papouasie-Nouvelle-Guinée. Elle se rencontre entre 1 000 et 2 000 m d'altitude dans la cordillère Centrale et les monts Rawlinson.

## Description
Le mâle holotype mesure 38 mm et la femelle 52 mm.

## Publication originale
- Tyler, 1963 : An account of collections of frogs from Central New Guinea. Records of the Australian Museum, vol. 26, no 3, p. 113-130 (texte intégral).